# Luigi Bailo (ciclista)
Luigi Bailo (Serravalle Scrivia, 16 settembre 1889 – Genova, 1º aprile 1972) è stato un ciclista su strada italiano.

## Carriera
Nato nel 1889 a Serravalle Scrivia, in provincia di Alessandria, era padre di Osvaldo Bailo, anch'egli ciclista professionista dal 1934 al 1937, e cognato di Costante Girardengo.
A inizio e fine carriera corse da individuale, gareggiò inoltre con le maglie della Fiat e della Maino rispettivamente nel 1911 e 1912. Prese parte nel 1909, primo anno di carriera, alla Milano-Sanremo, terminando 37º, e al Giro di Lombardia, chiudendo 31º, mentre nel 1910 arrivò terzo al Giro di Lombardia, dietro a Giovanni Micheletto e Luigi Ganna. Smise di correre nel 1913, a 24 anni.
Morì nel 1972, a 82 anni.

## Piazzamenti

### Classiche monumento
- Milano-Sanremo

1909: 37º
- Giro di Lombardia

1909: 31º
1910: 3º